# Genesis Rodriguez

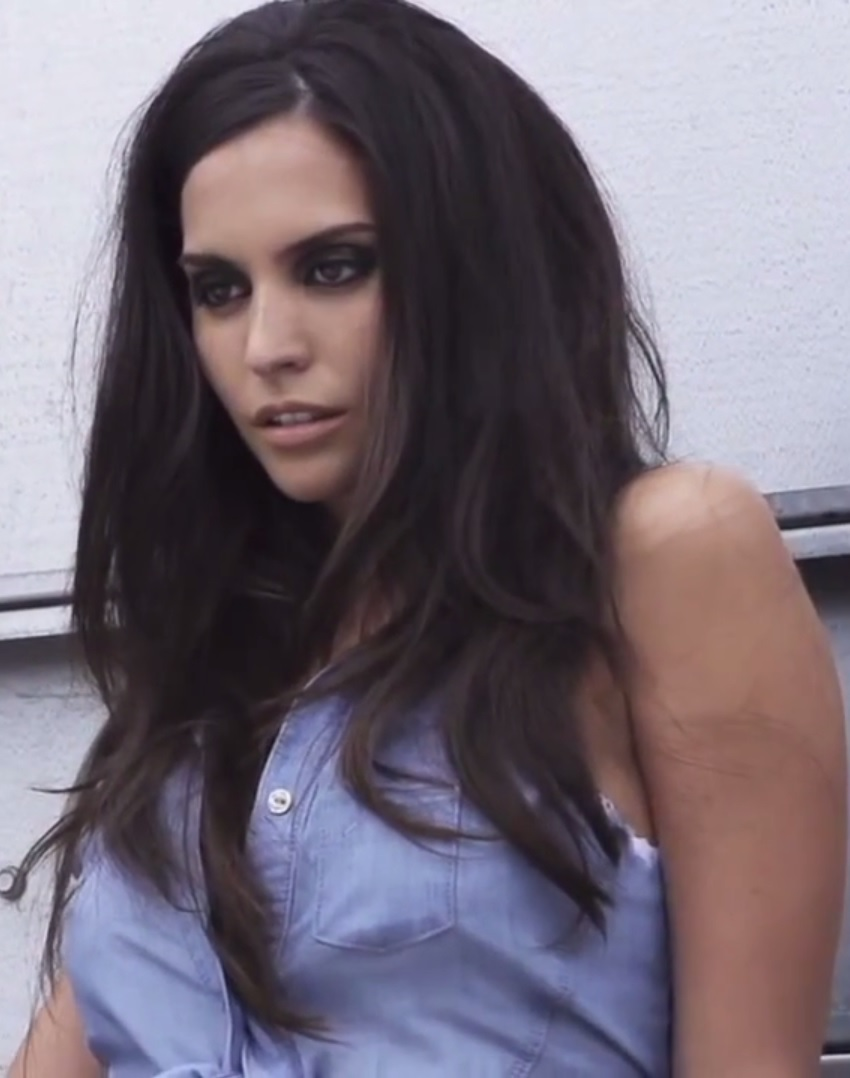
Genesis Rodriguez (2014)

Génesis Rodríguez (ur. 29 lipca 1987 w Miami) – amerykańska aktorka latynoskiego pochodzenia, która wystąpiła m.in. w filmach Człowiek na krawędzi, Kieł i Wielka szóstka.

## Filmografia

### Filmy
| Rok  | Tytuł                       | Rola            | Uwagi |
| ---- | --------------------------- | --------------- | ----- |
| 2012 | Człowiek na krawędzi        | Angie           |       |
| 2012 | Casa de mi padre            | Sonia           |       |
| 2012 | Jak urodzić i nie zwariować | Courtney        |       |
| 2013 | Likwidator                  | Ellen Richards  |       |
| 2013 | Złodziej tożsamości         | Marisol         |       |
| 2013 | Godziny                     | Abigail Hayes   |       |
| 2014 | Kieł                        | Ally Leon       |       |
| 2014 | Wielka szóstka              | Honey Lemon     | głos  |
| 2015 | Nocny pościg                | Gabriela Conlon |       |
| 2016 | Yoga Hosers                 | Wicklund        |       |
| 2018 | Delirium                    | Lynn            |       |
| 2018 | Chłodnia                    | Perla           |       |
| 2020 | Centigrade                  | Naomi           |       |
| 2022 | Fixation                    | dr Melanie      |       |

### Telewizja
| Rok       | Tytuł                              | Rola                                  | Uwagi               |
| --------- | ---------------------------------- | ------------------------------------- | ------------------- |
| 2004      | Prisionera                         | Libertad Salvatierra Santos           | 1 odc.              |
| 2007      | Miłość jak czekolada               | Rosa "Rosita" Amado / Violeta Hurtado | gł. rola            |
| 2008–2009 | Doña Bárbara                       | Marisela Barquero                     | gł. rola            |
| 2010–2011 | Ekipa                              | Sarah                                 | 3 odc.              |
| 2017      | Time After Time                    | Jane Walker                           | 12 odc.             |
| 2017      | Elena z Avaloru                    | Amalay                                | głos; 1 odc.        |
| od 2017   | Wielka szóstka                     | Honey Lemon                           | głos; w gł. obs.    |
| 2018      | Prawo i porządek: sekcja specjalna | Lourdes Vega                          | 2 odc.              |
| od 2018   | She-Ra i księżniczki mocy          | Perfuma                               | głos; w gł. obs.    |
| 2020      | The Fugitive                       | det. Sloan Womack                     | w gł. obsadzie      |
| 2022      | The Umbrella Academy               | Sloane                                | w gł. obs. 3. serii |
| 2023      | Neon                               | Isa                                   | 3 odc.              |